# Lino Panizza Richero
Lino Mario Panizza Richero O. F. M. Cap. (Balestrino, Italia, 14 de enero de 1945) Se integró a la Orden Franciscana Capuchina en 1960. Profesó los votos perpetuos en 1965, fue ordenado sacerdote el 1 de marzo de 1969, y consagrado primer Obispo de la Diócesis de Carabayllo, tomando posesión de la misma el 2 de febrero de 1997. El 20 de abril de 2022, el Papa Francisco aceptó su renuncia al cargo y lo nombró Administrador Diocesano de dicha Diócesis hasta el 25 de junio, cuando se nombró a su sucesor.

## Biografía
Nació el 14 de enero de 1945 en Balestrino, cerca a Génova, Italia. 
Ingresó a la Orden Franciscana Capuchina en 1960 y profesó sus votos en 1965.Fue ordenado sacerdote el 1 de marzo de 1969.
En 1970 fue enviado al  Perú, donde se desempeñó en diversos oficios como:
- Párroco en la parroquia de Nuestra Señora de la Misericordia en Arequipa.
- Párroco en la parroquia de Cristo Salvador en Chama.
- Director del Colegio Cristo Salvador en Chama.
- Ministro Vice-provincial de la Orden por dos períodos.
- Superior de la fraternidad de San Pedro de Chorrillos .
- Vicario de la Vicaría VI en 1989.
- Presidente de la Comisión de Laicos durante el XIX Sínodo Arquidiocesano (1993-1996)

En 1996 con la creación de la diócesis de Carabayllo fue nombrado por el Papa San Juan Pablo II primer Obispo el 14 de diciembre, fue ordenado el 2 de febrero de 1997 por el Cardenal Augusto Vargas Alzamora SI, Arzobispo de Lima y Primado del Perú.

## Episcopado
A lo largo de su episcopado ha realizado las siguientes funciones:
- Presidente de la Comisión de Catequesis, Pastoral Bíblica e Indígena de la Conferencia Episcopal Peruana (1997-2000)
- Fundador de la Universidad Católica Sedes Sapientiae (1998)
- Presidente de Cáritas del Perú (2001 - Ene 2006)
- Miembro del Consejo Económico de la Conferencia Episcopal Peruana (hasta Ene-2008).
- Secretario General de la Conferencia Episcopal Peruana (Ene-2008 - 2011)
- Representante de la ONG Punto di Fraternitá en el Perú . Con apoyo de la ONG PDF ha desarrollado diversas obras entre las cuales se destacan:
  - El Centro Social Polifuncional "El Buen Pastor" de Chorrillos .
  - Una obra de Irrigación de 230 Hectáreas en Villa El Salvador .
  - Varios Centros Poliambulatorios.
  - Radio "Cumbre" de Huancayo .
  - La Mini-hidroeléctrica de Huac-Huas en Ayacucho .

Además:
- Ha representado a su orden en múltiples encuentros a nivel mundial.
- Ha impulsado la creación del Instituto de Ciencias Religiosas para Laicos (ICRE)
- Creó el Consorcio de Instituciones Educativas de la Diócesis de Carabayllo (CIEDC)

El 14 de enero de 2019 presentó su renuncia al gobierno pastoral de la diócesis de Carabayllo al Papa Francisco. El 20 de abril de 2022, el Papa Francisco aceptó su renuncia. Desde esa fecha, es Obispo Emérito de Carabayllo. 